# Волворт (Нью-Йорк)
Волворт (англ. Walworth) — місто (англ. town) в США, в окрузі Вейн штату Нью-Йорк. Населення — 9253 особи (2020).

## Демографія
Згідно з переписом 2010 року, у місті мешкало 9449 осіб у 3356 домогосподарствах у складі 2694 родин. Було 3486 помешкань
Расовий склад населення:
| - 96,5 % — білих - 0,9 % — чорних або афроамериканців - 0,8 % — азіатів - 0,1 % — корінних американців |

До двох чи більше рас належало 1,4 %. Частка іспаномовних становила 1,9 % від усіх жителів.
За віковим діапазоном населення розподілялося таким чином: 28,0 % — особи молодші 18 років, 63,3 % — особи у віці 18—64 років, 8,7 % — особи у віці 65 років та старші. Медіана віку мешканця становила 39,5 року. На 100 осіб жіночої статі у місті припадало 99,3 чоловіків;  на 100 жінок у віці від 18 років та старших — 98,0 чоловіків також старших 18 років.
Середній дохід на одне домашнє господарство  становив 90 875 доларів США (медіана — 76 212), а середній дохід на одну сім'ю — 103 133 долари (медіана — 89 479). Медіана доходів становила 59 452 долари для чоловіків та 45 208 доларів для жінок. За межею бідності перебувало 2,8 % осіб, у тому числі 1,5 % дітей у віці до 18 років та 2,6 % осіб у віці 65 років та старших.
Цивільне працевлаштоване населення становило 4716 осіб. Основні галузі зайнятості: освіта, охорона здоров'я та соціальна допомога — 28,0 %, виробництво — 16,4 %, роздрібна торгівля — 12,2 %, науковці, спеціалісти, менеджери — 11,6 %.